# Jaimz Woolvett
Jaimz Woolvett es un actor canadiense. Nació el 14 de abril de 1967 en Hamilton, Ontario, Canadá. Él es el hermano mayor del actor Gordon Michael Woolvett.

## Filmografía
| Año  | Título                        | Rol                  | Notas                                                            |  |
| ---- | ----------------------------- | -------------------- | ---------------------------------------------------------------- |  |
| 2008 | Winged Creatures              | Cocinero sueco       |                                                                  |  |
| 2004 | The Lazarus Child             | Nathan Greenwater    | La última puerta (Canadá: Título Inglés: título original)        |  |
| 2002 | Birdseye                      | Dedos                | Birdseye (EE. UU.)                                               |  |
| 2002 | Global Heresy                 | León                 | Rock My World (USA: video box title)                             |  |
| 2002 | Power Play                    | Todd                 |                                                                  |  |
| 2000 | The Stepdaughter              | Amigos Conner        |                                                                  |  |
| 2000 | Beautiful Joe                 | Ratón                |                                                                  |  |
| 2000 | The Guilty                    | Leo                  | O Coupable no coupable (Canadá: título francés: título original) |  |
| 1999 | Tail Lights Fade              | Ben                  |                                                                  |  |
| 1999 | Rites of Passage              | Red Tenney           |                                                                  |  |
| 1999 | Y2K                           | Vince                | Terminal Countdown (Título de DVD en Estados Unidos)             |  |
| 1998 | Boogie Boy                    | Larry Storey         |                                                                  |  |
| 1998 | Reluctant Angel               | Donald               |                                                                  |  |
| 1997 | The Assistant                 | Ward Minogue         |                                                                  |  |
| 1997 | Rosewood                      | Deputy Earl          |                                                                  |  |
| 1997 | Sanctuary                     | Dominic Grace        |                                                                  |  |
| 1995 | Dead Presidents               | Dugan                |                                                                  |  |
| 1994 | The Dark                      | Ed                   |                                                                  |  |
| 1992 | Unforgiven                    | El chico Schofield   |                                                                  |  |
| TV   |                               |                      |                                                                  |  |
| Año  | Título                        | Rol                  | Notas                                                            |  |
| 2004 | Helter Skelter                | Gary Hinman          |                                                                  |  |
| 2003 | Red Water                     | Jerry Collins        |                                                                  |  |
| 2003 | Charmed                       | Tull                 | Nymphs Just Wanna Have Fun                                       |  |
| 2003 | Love Comes Softly             | Wagon Train Scout    |                                                                  |  |
| 2002 | MD's                          | EMT #2               |                                                                  |  |
| 2001 | Under Heavy Fire              | Tex                  |                                                                  |  |
| 2001 | JAG (1998–2001)               | Daryl Wetzel         |                                                                  |  |
| 2001 | The Fugitive                  | Steven Dalkowski     |                                                                  |  |
| 1999 | Joan of Arc                   | Duke of Burgundy     |                                                                  |  |
| 1999 | Milgaard                      | Ron Wilson           |                                                                  |  |
| 1999 | The Crow: Stairway to Heaven  | James Pearl          |                                                                  |  |
| 1999 | Da Vinci's Inquest            | Dean Resnick         |                                                                  |  |
| 1998 | The Day Lincoln Was Shot      | David E. Herold      |                                                                  |  |
| 1998 | Four Corners                  |                      |                                                                  |  |
| 1997 | La Femme Nikita               | Eric                 |                                                                  |  |
| 1996 | The Pathfinder                | Ensign Jasper Weston |                                                                  |  |
| 1995 | Hiroshima                     | George Caron         |                                                                  |  |
| 1995 | Brothers’ Destiny             |                      |                                                                  |  |
| 1994 | Kung Fu: The Legend Continues | Tommy Ness           |                                                                  |  |
| 1994 | Road to Avonlea               | Booth Elliot         | La esposa del ministro                                           |  |
| 1994 | Lonesome Dove                 | Capitán Middleton    | Duty Bound                                                       |  |
| 1993 | White Fang                    | Matt Scott           |                                                                  |  |